# Zheng Lu
Zheng Lu (chinesisch 郑路, Pinyin Zhèng Lù, * 27. November 1978 in Chifeng, China) ist ein zeitgenössischer chinesischer Künstler, der vor allem Skulpturen und Installationen aus Stahl schafft.

## Leben
Zheng Lu wurde 1978 in Chifeng, Innere Mongolei, geboren. Er studierte an einer der renommiertesten Hochschule der bildenden Künste Chinas, der Lu Xun Academy of Fine Arts, an der er seinen Bachelor of Arts erhielt. Danach erwarb er seinen Master of Arts an der Central Academy of Fine Arts an der Fakultät für bildende Kunst. Nachdem er 2005 den Prix Moët-Hennessy-Louis-Vuitton-Preis gewonnen hatte, machte er eine dreimonatige Ausbildung an der École nationales supérieure des beaux-arts in Paris.

## Werk
Zheng Lu entwickelte seinen künstlerischen Stil durch ständige Überarbeitung. „Water in Dipping“, „Bow without Arrow“ und andere frühe Werke basieren auf chinesischer Kalligraphie. Mit seinen Skulpturen formte er chinesische Kalligraphie in Metall, was so zu dem Widerspruch von „formloser Form“ führt. Zheng Lus bildende Kunst widerspiegelt so eine Interpretation und Weiterentwicklung von chinesischen Traditionen.
In der Ausstellung „Resurface“ in der Gajah Gallery (Singapur, 2014) nutzte Zheng gewöhnliche Maschinen und digitale Hilfsmittel, um Gemälde auf einer standardisierten und industrialisierten Weise herzustellen und wieder zu zerstören.
In seinen Soloausstellungen  „H-O-H“ am Between Art Lab (Peking, 2015), „SHIOSAI“ am Museum of Contemporary Art (Taipei, 2015), „Transition“ am Parkview Green Exhibition Hall (Peking, 2016) nutzte er Wasser. Durch den Einsatz von Multimedia, neuen Technologien und physikalischen Experimenten entsteht eine Symbiose zur Interpretation von der physischen Transformation von Wasser.

## Auszeichnungen
- 2005: LVMH Young Artists’ Award „Homage to the Impressionists“
- 2009: Inspired Performance Journey, INFINITI Inspiration Grand Prize[5]
- 2009: 4th Design For Sitting Competition, Best Technique Prize

## Ausstellungen (Auswahl)
- 2001: Huge Apartment Group Exhibition, Shenyang (China)
- 2008: Declaration of the Only Child - Group Exhibition Of New Generation Artists Born After The Year 1970, New Age Gallery, Peking
- 2013: 3rd China Sculpture Almanac Exhibition, National Center for the Performing Arts, Peking
- 2014: Criss-Cross - Artworks of Young Chinese Contemporary Artists from Long Collection, Long Museum, Shanghai
- 2014: On Sharks & Humanity, Ozeanographisches Museum Monaco, Monaco, auch gezeigt 2015 im Chinesischen Nationalmuseum, Peking und der Ekaterina Cultural Foundation, Moskau
- 2015: Soloausstellung „SHIOSAI“ im Museum für Zeitgenössische Kunst Taipeh, Taiwan[6]
- 2016: City-Rebirth, Shanghai Jing'an International Sculpture Project, Jing'an Sculpture Park, Shanghai